# Nguyễn Huy Thiệp
Huy Thiệp Nguyễn (* 29. April 1950 in Thái Nguyên; † 20. März 2021 in Hanoi) war ein vietnamesischer Schriftsteller.

## Leben
Erzogen wurde er von seiner buddhistischen Mutter; daneben hatte sein konfuzianischer Großvater Einfluss auf ihn.
Seine ersten literarischen Werke erschienen 1986. Ab 1990 arbeitete er als freischaffender Schriftsteller. Er nahm einen bedeutenden Platz in der zeitgenössischen Literatur Vietnams ein. Mit Nguyễns Erzählung Der General im Ruhestand begann die „Literatur der Erneuerung“. Den Schwerpunkt seines Werks bildeten Kurzgeschichten; außerdem schrieb er auch Theaterstücke und Gedichte.
Er hatte zwei Kinder und lebte in Hanoi, wo er ein Restaurant betrieb.

## Werke
Werke nach Themen geordnet:
- Über Geschichte und Literatur:
  - Kiếm sắc – Scharfes Schwert
  - Vàng lửa – Feuer Gold
- Von Märchen beeinflusst:
  - Những ngọn gió Hua Tát
  - Phẩm tiết
- Über die gegenwärtige Gesellschaft in Vietnam:
  - Khong co vua – Ohne Kaiser
  - Tuong ve huu (Der General im Ruhestand) – The General Retires and Other Stories, Verlag OUP Australia and New Zealand, 1993, ISBN 0-19-588580-5.
  - Der pensionierte General, Mitteldeutscher Verlag 2010, ISBN 978-3-89812-633-5 (deutsche Ausgabe)
- Über das Leben auf dem Land und Bauern:
  - Nhung nguoi tho xe – die Holzsäger
- Nguyen Huy Thiep u. a.: Kurzgeschichten und Gedichte – Eine kleine Sammlung von Kurzgeschichten, Erzählungen und Gedichten, 2000, ISSN 0946-0691.
- Crossing the River – Voices from Vietnam, Verlag Curbstone Press, 2004, ISBN 1-880684-92-6.